# فوهة لورنتز

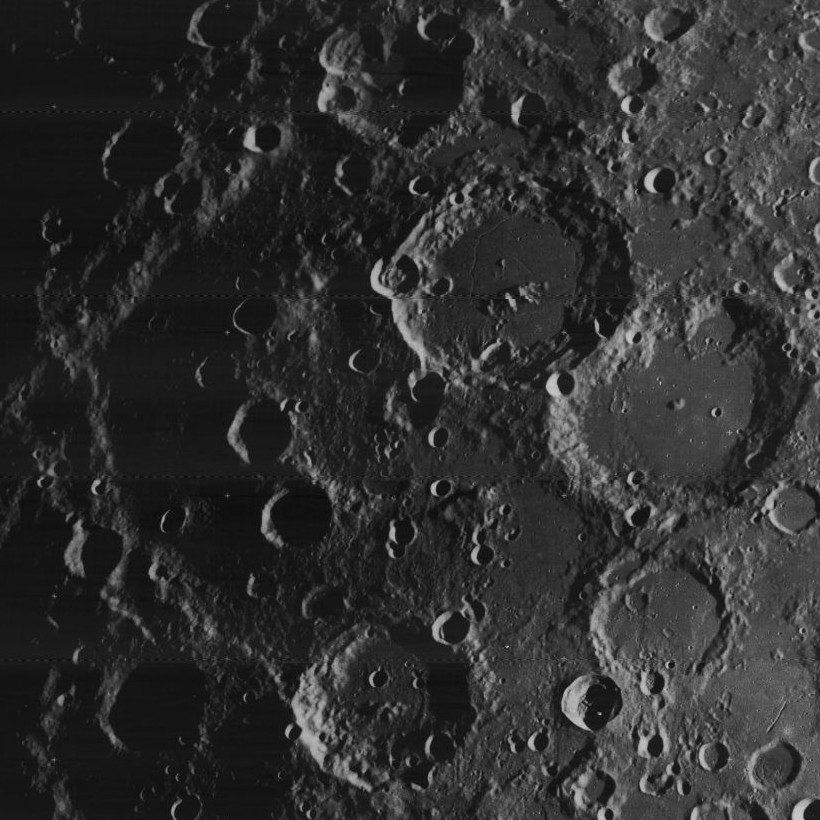
فوهة لورنتز

فوهة لورنتز (32.6°N 95.3°W) هي فوهة صدمية قمرية تقع في خارج الطرف الشمالي الغربي للقمر، في منطقة تظهر للأرض خلال عمليات الميسان. الفوهة تقريبا في نفس حجم فوهة ماري نكتاريس على الجانب القريب من القمر، وعلى الرغم من غمر الحمم البركانية لها مثلها مثل أغلب البحار القريبة منها إلا أن سطح الفوهة الداخلي مستو بدرجة كبيرة، وخصوصا على طول الحافة الغربية. تتميز أيضا الحافة الغربية بعدد من الفوهات الصغيرة. أما باقي الفوهة فهو خشن غير مستو ويتميز بوجود عدد كبير من الآثار.

## الوصف

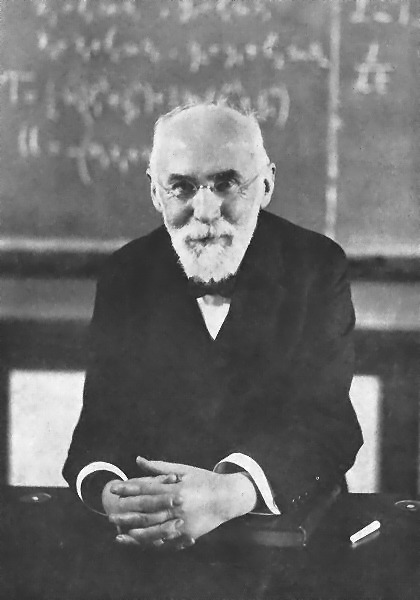
للفيزيائي الهولندي هندريك انطون لورنتز

تحتوي الفوهة على حفرتين بارزتين وهما نيرنست شمال منتصف الفوهة، رونتجن متصلة بالحافة الجنوبية الشرقية لنيرنست. بالقرب من الحافة الجنوبية توجد فوهة لاو، بينما تحدها من الحافة الشمالية الغربية فوهة بن سينا. بينما تحد الحافة الشرقية فوهة استون.
يبلغ طول قطر الفوهة 312 كم تقريبا بينما لم يتم تحديد عمقها حتى وقتنا الراهن، وعلى زاوية 103° من شروق الشمس. سميت الفوهة بهذا الاسم تكريما للفيزيائي الهولندي هندريك انطون لورنتز على مجمل أعماله.

## فوهات القمر الصناعي
لرسم خريطة مماثلة لفوهات القمر يتم وضح حروف على كل جانب من جوانب الفوهة ومركزها لكل حرف منهم دلاله معينة.
| لورنتز | خط طول  | خط عرض   | القطر |
| ------ | ------- | -------- | ----- |
| P      | 31.8° N | 98.5° W  | 38 كم |
| R      | 33.4° N | 99.2° W  | 33 كم |
| T      | 34.6° N | 100.3° W | 20 كم |
| U      | 35.0° N | 100.0° W | 22 كم |

## وصلات خارجية
- فوهات القمر
- جوله حول فوهات القمر -ناسا.